# Aphanogryllacris patellaris
Aphanogryllacris patellaris är en insektsart som först beskrevs av Heinrich Hugo Karny 1926.  Aphanogryllacris patellaris ingår i släktet Aphanogryllacris och familjen Gryllacrididae. Inga underarter finns listade i Catalogue of Life.